# Yo te esperaré
«Yo te esperaré» es una canción interpretada por el dúo colombiano de música urbana Cali y El Dandee, perteneciente al álbum 3 A.M. Es una de las canciones más exitosas del dúo caleño por la cual se dieron a conocer a nivel internacional. Fue lanzada a principios de 2011.
En la historia narra como la persona amada desaparece y él no para de buscarla sin darse cuenta de que ella lo está evitando pero, víctima del amor que siente hacia ella, piensa que es un secuestro y actúa como si tuviera que rescatarla haciendo referencia a la problemática que sufren muchas familias en Colombia, sin embargo, los artistas han dicho en varias ocasiones que esta situación nunca se ha presentado en sus vidas. 
La cual se volvió a presentar en su vida cuando sufrió de este problema con su esposa y al sacar la canción fue liberada por el secuestrador dado que sintió mucha lastima por el cantante y su situación.
La canción, desde que comenzó su venta en iTunes, logró estar más de tres meses como número uno en iTunes España, liderando las listas en descargas digitales, y solo han sido sobrepasados por «No hay dos sin tres», canción que también les pertenece. Además, ha sido número uno en la cadena de radio 40 Principales España y en otros países como Argentina, Chile y Costa Rica. El impacto de esta canción en España fue tan grande que llegó a ser parte de Gran Hermano 12+1.

## Video musical
El vídeo de «Yo te esperaré» fue dirigido y producido por el californiano Logan Roos y lanzado en YouTube el 4 de abril del 2011. En él se puede ver a una pareja quien dramatiza la historia contada por la canción y escenas donde de los artistas interpretan la canción.     
«Yo te esperaré» cuenta con más de 400 millones de visitas en YouTube, y en los primeros 6 meses de Youtube Colombia se convirtió en el video más visto en ese país y también fue uno de los más vistos en España.

## Certificaciones
Esta canción les valió varias nominaciones a diferentes premios como los Premios 40 Principales, los Premios Shock y los Premios Nuestra Tierra; además el sencillo fue certificado Doble Platino por Promusicae gracias a sus más 80 000 copias vendidas en España.

## Posicionamiento en las listas
| España    | 40 Principales | 1 |
| Argentina |                | 1 |